# (16265) Lemay
(16265) Lemay (2000 JL43) – planetoida z pasa głównego asteroid okrążająca Słońce w ciągu 5,51 lat w średniej odległości 3,12 j.a. Odkryta 7 maja 2000 roku.